# Megaselia quartobsoleta
Megaselia quartobsoleta är en tvåvingeart som beskrevs av Borgmeier 1969. Megaselia quartobsoleta ingår i släktet Megaselia och familjen puckelflugor.
Artens utbredningsområde är Kuba. Inga underarter finns listade i Catalogue of Life.